# Nuestra Visión (canal americano)
Nuestra Visión es una empresa que transmite contenidos mediáticos en español con sede en los Estados Unidos propiedad de América Móvil. La empresa posee un canal en el cual inició sus transmisiones el 21 de noviembre de 2017, disponible en los mercados de selección en el país norteamericano.
El canal transmite películas de origen mexicano, especialmente las películas de la Época de Oro del cine mexicano juntos con las películas de productoras recientes. También transmite en vivo los eventos deportivos junto con otros eventos especiales, especialmente desde conciertos, entrevistas con celebridades, series de televisión y vídeos musicales. Además se encarga de transmitir noticieros diarios y noticieros deportivos de las compañías Uno TV y Claro Sports, ambas propiedad de América Móvil.

## Historia
Los planes para poder lanzar el canal Nuestra Visión al aire fue revelado por primera vez el 17 de febrero de 2017 por el multimillonario mexicano Carlos Slim conocido por ser el fundador de la empresa de telecomunicaciones América Móvil. La estrategia de este canal es enfocarse a la transmisión de contenido mexicano para aquellos mexicanos o chicanos que viven en los Estados Unidos. Además se reveló que el CEO de la compañía será dirigido por Víctor Herrera en una declaración. Tras ser lanzado en el día 21 de noviembre de 2017, únicamente cuenta con 5 estaciones afiladas.
En el año 2019 se duplicó su cobertura, estando disponible en 4.2 millones de hogares. Nuestra Visión decidió lanzar una aplicación móvil con el propósito de ver el contenido del canal desde un celular, coincidiendo con el Día de Independencia de México con el fin de que este disponible para todos los hogares de los Estados Unidos.

## Programación
La programación de Nuestra Visión se caracteriza por tener una gran librería de películas mexicanas, con un total de 2,300 películas entre películas del cine de oro mexicano junto con las recientes producciones. También Nuestra Visión cuenta con programación sobre el deporte, entre las se encuentra el Ascenso MX, la Liga MX Femenil, fútbol americano, boxeo, CMLL, béisbol, y las artes marciales mixtas. El canal también transmite los nuevos contenidos producidos sobre noticias deportivas y noticias informativas en México de las compañías Uno TV y Claro Sport respectivamente. Nuestra Visión también presenta espectáculos y entrevistas con personas talentosas y celebridades mexicanas e internacionales de primer nivel. Adicional mente el canal ofrece producciones de Claro para los diferentes tipos de audiencias, desde contenido para niños y jóvenes, hasta contenido para adultos a base de una Clasificación por edades.

### Actual Programación
Temas/Estilo de Vida/Programa de reality
- Aprende:
- Dress Code
- El Libro Rojo
- La Caja de Pandora
- Noctámbulos, Historias De Una Noche
- Palabra de Cine

Noticieros Informativos
- Marca Claro Radio en Vivo
- Noticias en Vivo Gabriela Calzada
- Noticias en Vivo José Cárdenas

Programación con guion
- El Torito
- ¡Yo Soy Yo!: Dar El Primer Paso

Programación Musical
- Domingo Estelar

Programación Infantil
- Cantinflas Show

Programación Deportiva
Información Deportiva
- Deportes en Claro
- Deportes en Claro Matutino
- Game Plan LFA
- Jugando Claro en Vivo
- Vidas extraordinarias

Eventos Deportivos
- Ascenso MX
- Liga MX Femenil
- Liga de Fútbol Americano Profesional de México
- Consejo Mundial de Lucha Libre
- Nuestro Box

## Afilaciones
Nuestra Visión está disponible por aire. En el lanzamiento el 21 de noviembre, tenía solo cinco estaciones afiliadas, desde entonces se ha más que duplicado a once.